# Паиа
Паиа (гав. Pāʻia) — статистически обособленная местность на северном побережье острова Мауи округа Мауи (штат Гавайи, США).
В Паиа расположены нескольких ресторанов, картинных галерей, магазинов досок для серфинга и других фирм, ориентированных на туризм. Здесь же находится одноимённый поселению «рыбный рынок», который известен по всему острову своей мексиканской и гавайской пищей.
Поблизости от Паиа имеются всемирно известные прибрежные места для занятий виндсерфингом.

## География
Согласно Бюро переписи населения США статистически обособленная местность Паиа имеет общую площадь 19,3 квадратных километров, из которых 15,9 км2 относится к суше и 3,4 км2 или 17,84 % — к водным ресурсам.

## Демография
По данным переписи населения за 2000 год в Паиа проживало 2499 человек, насчитывалось 783 домашних хозяйства, 551 семья и 890 жилых домов.
Расовый состав Паиа по данным переписи распределился следующим образом: 33,45 % белых, 0,32 % — чёрных или афроамериканцев, 0,6 % — коренных американцев, 27,13 % — азиатов, 8,8 % — коренных жителей тихоокеанских островов, 28,45 % — представителей смешанных рас, 1,24 % — других народностей. Испаноговорящие составили 10,92 % населения.
Из 783 домашних хозяйств в 35,4 % — воспитывали детей в возрасте до 18 лет, 50,2 % представляли собой совместно проживающие супружеские пары, в 13,4 % семей женщины проживали без мужей, 29,6 % не имели семьи. 18,6 % от общего числа семей на момент переписи жили самостоятельно, при этом 5,4 % составили одинокие пожилые люди в возрасте 65 лет и старше. В среднем домашнее хозяйство ведут 3,1 человек, а средний размер семьи — 3,58 человек.
Население Паиа по возрастному диапазону (данные переписи 2000 года) распределилось следующим образом: 26,6 % — жители младше 18 лет, 10,8 % — между 18 и 24 годами, 32,2 % — от 25 до 44 лет, 22 % — от 45 до 64 лет и 8,5 % — в возрасте 65 лет и старше. Средний возраст жителей составил 34 года. На каждые 100 женщин приходилось 104,2 мужчин, при этом на каждые сто женщин 18 лет и старше приходилось 104,3 мужчин также старше 18 лет.

## Экономика
Средний доход на одно домашнее хозяйство Паиа составил 51 696 долларов США, а средний доход на одну семью — 57 981 долларов. При этом мужчины имели средний доход в 31 302 доллара в год против 27 500 долларов среднегодового дохода у женщин. Доход на душу населения составил 18 644 доллара в год. 6 % от всего числа семей в местности и 8,9 % от всей численности населения находилось на момент переписи за чертой бедности, при этом 7,4 % из них были моложе 18 лет и 2 % — в возрасте 65 лет и старше.

## Фотогалерея
- Приветственный знак на въезде
- Пляж Паиа, вид с востока
- Взгляд сверху на Паиа и океан